# Řády, vyznamenání a medaile Dominikánské republiky

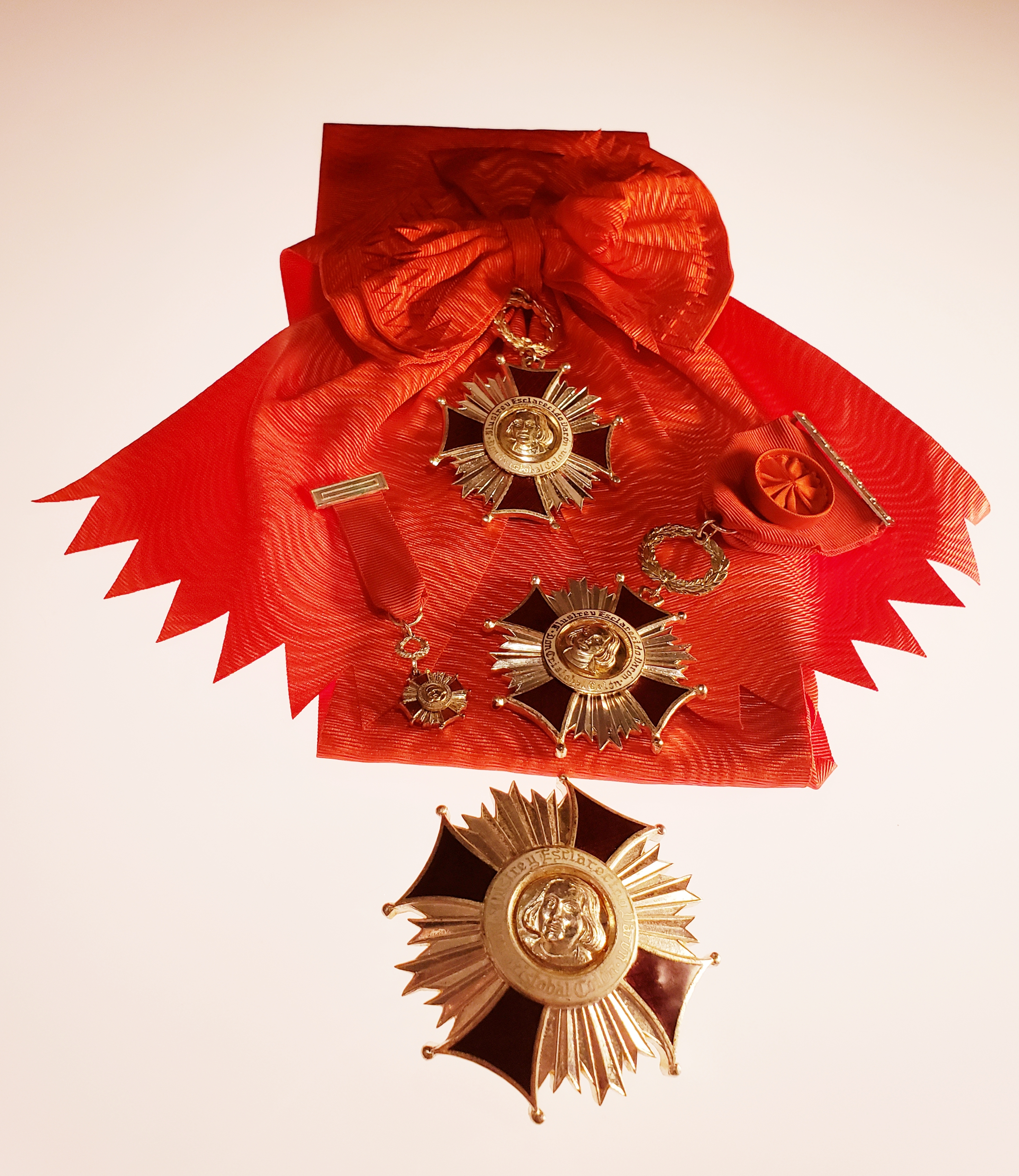
Řád Kryštofa Kolumba

Systém státních vyznamenání Dominikánské republiky je sada ocenění jež je udílena občanům Dominikánské republiky i cizím státním příslušníkům, a to jak civilistům, tak příslušníkům ozbrojených sil. Sestává z řádů a medailí. Tato ocenění byla založena za vlády Rafaela Trujilla a mnoho z nich bylo po jeho smrti 30. května 1961 zrušeno.

## Řády
- Řád za zásluhy Duarta, Sáncheze a Melly byl založen dne 24. února 1931 pod názvem Záslužný řád Juana Pabla Duarta. Udílen je civilistům i příslušníkům ozbrojených sil za vynikající služby státu.[2]
- Vojenský záslužný řád byl založen dne 15. listopadu 1930. Udílen je příslušníkům armády Dominikánské republiky za mimořádnou službu a zásluhy.
- Řád Kryštofa Kolumba byl založen dne 21. července 1937. Udílen je civilistům i příslušníkům ozbrojených sil, občanům republiky i cizincům za služby republice či za humanitární služby a také za úspěchy v oblasti vědy a umění.[3][4]
- Letecký záslužný řád byl založen dne 3. srpna 1952. Udílen je příslušníkům letectva Dominikánské republiky za mimořádnou službu a zásluhy.
- Námořní záslužný řád byl založen dne 8. července 1954. Udílen je příslušníkům námořnictva Dominikánské republiky za mimořádnou službu a zásluhy.
- Vojenský řád generál kapitána Santany za hrdinství byl založen roku 1954.

## Medaile
- Medaile za zásluhy pro dominikánské ženy byla založens dne 29. května 1985. Udílena je každý rok v Mezinárodní den žen.
- Medaile za statečnost byla založena roku 1939.

## Zaniklá vyznamenání

### Řády
- Řád Trujilla byl založen dne 13. června 1938 a zrušen dne 6. prosince 1961. Udílen byl civilistům i příslušníkům ozbrojených sil za vynikající služby Dominikánské republice.
- Řád generalissima byl založen roku 1938.
- Velkostuha prezidenta Trujilla byla založena roku 1952.
- Řád dobrodince vlasti byl založen roku 1955.
- Záslužný řád 14. června byl založen roku 1961.

### Medaile
- Pamětní medaile 23. února 1930 byla založena roku 1937.